# Vandal Hearts
Vandal Hearts (ヴァンダルハーツ?, Vandaru Hātsu) è un videogioco di ruolo giapponese sviluppato e pubblicato dalla Konami per PlayStation e dalla Konami Computer Entertainment Nagoya per Sega Saturn. La versione per PlayStation è stata distribuita in Giappone, America del Nord ed Europa. La versione per Saturn non è mai stata pubblicata al di fuori del Giappone. Esiste anche una versione sviluppata per Microsoft Windows ma pubblicata esclusivamente in Corea del Sud.
Il gioco ha dimostrato una tale popolarità da avere un sequel intitolato Vandal Hearts II, e pubblicato sempre per PlayStation. Un prequel, Vandal Hearts: Flames of Judgment è stato creato per PlayStation Network e Xbox Live Arcade.

## Trama
Migliaia di anni fa, un uomo santo passato alla storia con il nome di Toroah il Messiah viaggiò in lungo e in largo per il continente di Sostegaria, spargendo i propri insegnamenti in tutte le terre. Dopo la sua morte, i suoi discendenti ed eredi assunsero il potere politico assoluto della regione, formando le basi della dinastia degli Holy Ashah, che ha governato fondando il proprio regno su una combinazione di dottrina religiosa e potere militare per migliaia di anni. I re e le regine della dinastia Holy Ashah, tuttavia, non sempre hanno regnato in modo giusto, e con il passare del tempo il popolo ha iniziato a risentirsi del potere dei loro leader. Quindici anni prima l'inizio del gioco, il malcontento generale trovò la sua espressione definitiva nella persona di Arris il saggio, che unì le fazioni anti-monarchiche ormai disperate in tutta Sostegaria e le formò come un potente esercito di guerriglieri. Sotto la guida di Arris, questo esercito della liberazione riuscì a superare in astuzia e sconfiggere l'esercito reale, e finalmente ebbe accesso al palazzo reale radendolo al suolo.
Con la monarchia dissolta, i ribelli stabilirono un consiglio regnante fondato sui principi della democrazia e della sovranità popolare. Dalle ceneri dell'impero Ashah emerse la repubblica di Ishtaria. I leader della rivoluzione naturalmente assunsero posizioni di comando nella nuova repubblica: tutti, ad eccezione dello stesso Arris, che sparì improvvisamente e di cui si perse ogni traccia. Quando il videogioco ha inizio la repubblica è diventata sempre più autoritaria. Il ministro della difesa, Hel Spites, e la sua elitaria squadra anti-terrorismo, Crimson Guard, sta usando modi sempre più violenti per reprimere le ultime resistenze anti-repubblicane, mentre non viene fatto nulla contro la crescente criminalità e la pirateria che infesta l'oceano. Nel frattempo, Ash Lambert ed i suoi colleghi del terzo battaglione delle forze di sicurezza di Ishtarian iniziano a sospettare una cospirazione contro i più alti livelli del governo. I tentativi di Ash di richiamare attenzione sulla situazione, finiscono per attirare le ire dei cospiratori, facendo rimanere Ash e i suoi alleati soli a combattere per ripristinare l'ordine e la giustizia.

## Modalità di gioco
Le battaglie si svolgono in una serie di mappe a griglia, che includono celle non accessibili come acqua, alberi ed edifici. Sebbene l'ambiente sia tridimensionale, con una prospettiva ruotabile dal giocatore, i personaggi sono degli sprite bidimensionali. I movimenti di un personaggio nel turno attuale può essere usato tutto in una volta oppure un poco alla volta, tra due o più movimenti. I turni sono di una base lato-a-lato, la classica modalità dove a turno il giocatore muove tutti i personaggi prima di passare il turno all'IA.
La maggior parte dei livelli viene completata uccidendo tutti i personaggi del nemico, mentre altri possiedono condizioni di vittoria diverse, come uccidere un personaggio particolare, muovere dei personaggi su una specifica località della mappa, o uccidendo un certo tipo di nemici risparmiandone altri. In ogni battaglia, la morte di un capogruppo risulta in una sconfitta immediata, mentre perdere altri personaggi nello stesso gruppo comporta la perdita di oro. Il personaggio sparisce dal livello attuale, ma può tornare nel livello successivo. Nei livelli che includono il salvataggio di altri personaggi, anche la morte di quei personaggi vale come sconfitta.

### Classi
Nel corso del gioco, il giocatore può reclutare un vario numero di personaggi, ognuno dei quali può appartenere tra le seguenti classi: Spadaccino, Armiere, Arciere, Airone, Monaco, Mago e Chierico. Le forze di ogni classe si determinano attraverso una gerarchia tipo morra cinese (oltre che a Fire Emblem: Genealogy of the Holy War, altro gioco di ruolo tattico uscito nel 1996): i personaggi da mischia (come Spadaccini e Armieri) sono efficaci contro gli Arcieri, a loro volta efficaci contro personaggi aerei come Aironi, a loro volta efficaci contro Spadaccini. Le altre tre classi sono di tipo magico: il Monaco abbina le sue abilità curative con una buona forza fisica, il Mago si specializza nelle magie offensive, e il Chierico predilige le abilità curative. Inoltre, i Maghi sono molto efficaci contro gli Armieri. Molte classi che usano le magie sono deboli in termini difensivi al confronto con le altre classi nel gioco, ma la maggior parte delle magie offensive sono efficaci contro avversari pesantemente armati o corazzati.

## Accoglienza
| Testata         | Versione | Giudizio |
| --------------- | -------- | -------- |
| EGM             | PS1      | 8.7/10   |
| GameSpot        | PS1      | 7.1/10   |
| Next Generation | PS1      | [ 5 ]    |

Vandal Hearts ha ricevuto un'accoglienza superiore alla media. È stato generalmente lodato dalla critica per l'incorporazione del terreno tridimensionale e la posizione nella strategia di combattimento, gli effetti sonori, e la visuale delle magie. La maggior parte dei critici, tuttavia, ne hanno criticato il progresso lineare del gameplay e della storia. Le recensioni su GameSpot e Next Generation hanno ritenuto Vandal Hearts una riduzione all'osso della serie Shining Force, eliminando l'esplorazione, il girovagare per le città, e gli elementi di rigiocabilità che contribuirono a renderli dei classici. Non di meno, Next Generation ne ha tirato una conclusione positiva, ritenendo che "la mancanza di esplorazione è compensata dalle sequenze di combattimento estremamente impegnative." GameSpot, invece, lo ha considerato un "errore fatale", un tipico esempio di un gioco di quinta generazione con un design solido e grafiche notevoli ma un gameplay meno avanzato rispetto ai giochi delle generazioni precedenti, anche se ne ha lodato di non poco le strategie coinvolte nelle battaglie. Art Angel di GamePro ha trovato molti elementi del gameplay insoliti e gradevoli, come l'abilità di scegliere la classe di un qualsiasi personaggio, e ha gradito moltissimo le cutscenes (ovvero filmati) in full motion video. Come conclusione, "il gameplay originale e le grafiche e i suoni forti di Vandal Hearts soddisferanno anche i fan degli RPG più particolari." Dan Hsu della Electronic Gaming Monthly ha criticato il fatto che spesso il gioco si rovini i suoi stessi colpi di scena tramite l'uso di un punto di vista onnisciente, ad esempio mostrando che i personaggi del giocatore vengono ad un certo punto traditi da un altro personaggio prima che lo scoprano da soli. Tuttavia, ne ha lodato l'IA dei nemici, e ha ritenuto gradevole la varietà creata dalle differenti classi dei personaggi. Dan Hsu e i suoi tre co-recensori hanno dato al gioco il premio "Gioco del Mese di EGM".